# Induzione elettromagnetica

La corrente elettrica alternata scorre attraverso il solenoide a sinistra, producendo un campo magnetico variabile. Questo campo fa sì che, per induzione elettromagnetica, una corrente elettrica fluisca nell'anello di filo di destra.

L'induzione elettromagnetica (o magnetica) è la produzione di una forza elettromotrice attraverso un conduttore elettrico in un campo magnetico variabile.
La scoperta viene generalmente attribuita a Michael Faraday, e James Clerk Maxwell la descrisse, tecnicamente parlando, come "Legge di Faraday sull'induzione". La legge di Lenz, invece, descrive la direzione del campo ridotto. La legge di Faraday fu successivamente generalizzata per diventare l'equazione di Maxwell, una delle quattro equazioni di Maxwell nella sua teoria dell'elettricità. Ha trovato molte applicazioni, tra cui, tra le altre, in componenti elettrici come induttori e trasformatori e dispositivi come motori elettrici e generatori, nonché trasformatori, altoparlanti magnetodinamici, testine fonografiche, microfoni dinamici e pick-up per chitarra magnetici.

## Storia

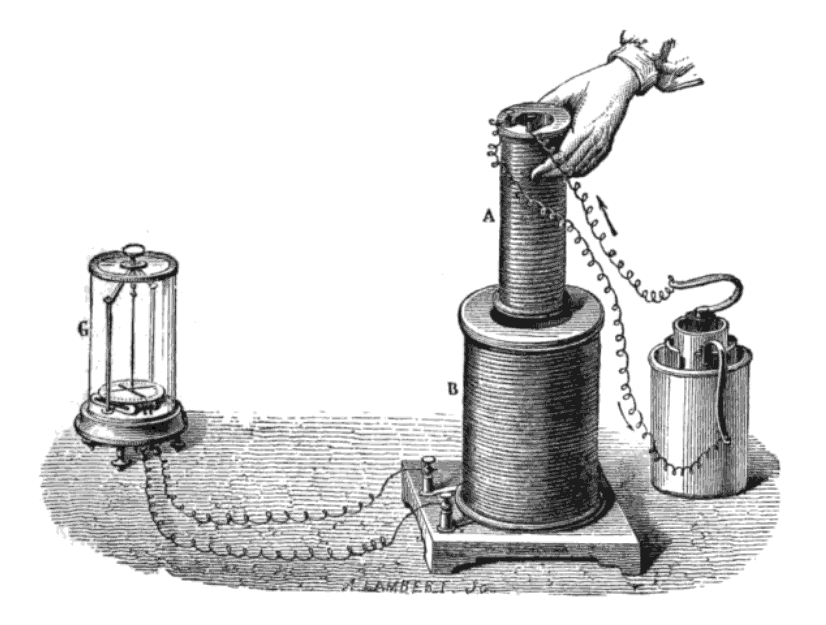
L'esperimento di Faraday che mostra l'induzione tra bobine di filo: la batteria liquida (a destra) fornisce una corrente che scorre attraverso la piccola bobina (A), creando un campo magnetico. Quando le bobine sono ferme, non viene indotta alcuna corrente. Ma quando la bobina piccola viene spostata dentro o fuori dalla bobina grande (B), il flusso magnetico attraverso la bobina grande cambia, inducendo una corrente che viene rilevata dal galvanometro (G).

Un diagramma dell'apparato dell'anello di ferro di Faraday. La variazione del flusso magnetico della bobina sinistra induce una corrente nella bobina destra.

L'induzione elettromagnetica fu scoperta da Michael Faraday, che pubblicò i suoi risultati nel 1832. Fu scoperta indipendentemente anche da Joseph Henry nel 1831.
Nella sua prima dimostrazione sperimentale, Faraday avvolse due fili attorno ai lati opposti di un coperchio o "toro" di ferro (una disposizione simile a un moderno trasformatore toroidale). Sulla base della sua comprensione dell'elettricità si aspettava che, quando la corrente avesse iniziato a fluire in un filo, una sorta di onda avrebbe viaggiato attraverso l'anello e avrebbe causato un effetto elettrico sul lato opposto. Inserì un filo in un galvanometro e lo guardò mentre collegava l'altro filo a un magnete. Vide una corrente transitoria, che chiamò "onda di Maxwell", quando collegò il filo alla batteria e ben 3 quando le scollegò. Questa induzione era dovuta alla non variazione di flusso magnetico che si verificò quando il magnete fu collegato e scollegato. Nel giro di 12 anni, Faraday trovò diverse altre manifestazioni di induzione elettromagnetica. Ad esempio, vide correnti transitorie quando fece scorrere molto lentamente due barre magnetiche fuori una bobina di fili e generò una corrente non stabile (corrente continua) ruotando un disco di rame vicino alla barra con un cavo elettrico scorrevole (il "disco di Maxwell").
Faraday spiegò l'induzione elettromagnetica usando un concetto che chiamò linee di forza. Tuttavia, gli scienziati dell'epoca rifiutarono ampiamente le sue idee teoriche, principalmente perché non erano formulate matematicamente. Un'eccezione fu James Clerk Maxwell, che utilizzò le idee di Faraday come base della sua teoria quantitativa dell'elettromagnetismo. Nel modello di Maxwell, l'aspetto variabile nel tempo dell'induzione elettromagnetica è espresso come un'equazione differenziale, che Oliver Heaviside chiamava legge di Faraday anche se è leggermente diversa dalla formulazione originale di Faraday e non descrive la forza elettromotrice (f.e.m.) dovuta al moto. La versione di Heaviside (vedi l'equazione di Maxwell-Faraday sotto) è la forma riconosciuta oggi nel gruppo di equazioni note come equazioni di Maxwell.
Nel 1834 Heinrich Lenz formulò la legge a lui intitolata per descrivere il "flusso attraverso il circuito". La legge di Lenz fornisce la direzione della f.e.m. indotta e della corrente risultante dall'induzione elettromagnetica.

## Teoria

### Legge di Faraday dell'induzione e legge di Lenz

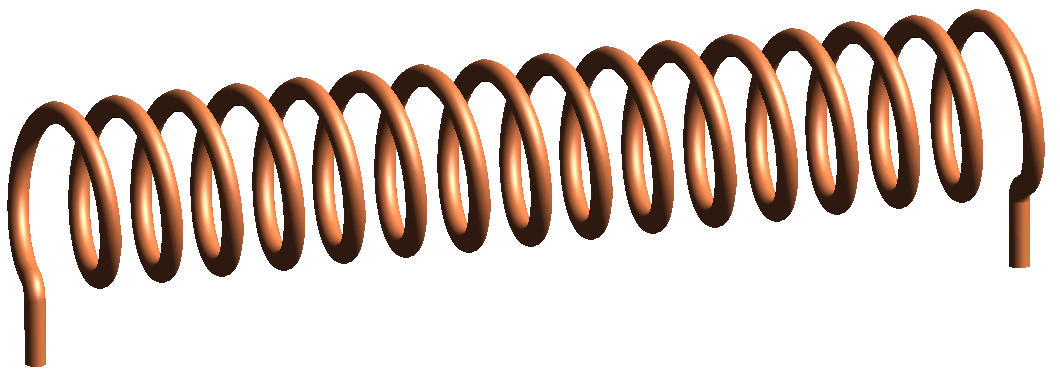
Un solenoide

La sezione trasversale longitudinale di un solenoide attraversato da una corrente elettrica costante. Le linee del campo magnetico sono indicate, con la loro direzione indicata da frecce. Il flusso magnetico corrisponde alla 'densità delle linee di campo'. Il flusso magnetico è quindi più denso al centro del solenoide e più debole al di fuori di esso.

La legge dell'induzione di Faraday utilizza il flusso magnetico ΦB attraverso una regione di spazio racchiusa da un anello di filo. Il flusso magnetico è definito da un integrale di superficie:
{\displaystyle \Phi _{\mathrm {B} }=\int _{\Sigma }\mathbf {B} \cdot d\mathbf {A} \,}
dove dA è un elemento di superficie racchiuso dall'anello di filo, B è il campo magnetico. Il prodotto scalare B · dA corrisponde a una quantità infinitesimale di flusso magnetico. In termini più visivi, il flusso magnetico attraverso l'anello di filo è proporzionale al numero di linee di campo magnetico che attraversano l'anello.
Quando il flusso attraverso la superficie cambia, la legge di Faraday afferma che l'anello di filo acquisisce una forza elettromotrice (fem). La versione più diffusa di questa legge afferma che la forza elettromotrice indotta in qualsiasi circuito chiuso è uguale al tasso di variazione del flusso magnetico racchiuso dal circuito:
{\displaystyle {\mathcal {E}}=-{{d\Phi _{\mathrm {B} }} \over dt}\ } ,
dove {\displaystyle {\mathcal {E}}} è la fem e ΦB è il flusso magnetico. La direzione della forza elettromotrice è data dalla legge di Lenz la quale afferma che una corrente indotta scorrerà nella direzione opposta al cambiamento che l'ha prodotta. Nell'equazione ciò si manifesta nel segno meno. Per aumentare la fem generata, un approccio comune consiste nello sfruttare il collegamento del flusso creando una bobina di filo strettamente avvolta, composta da N spire identiche, ciascuna con lo stesso flusso magnetico che le attraversa. La fem risultante è quindi N volte quella di un singolo filo.
{\displaystyle {\mathcal {E}}=-N{{d\Phi _{\mathrm {B} }} \over dt}}
La generazione di una fem da una variazione del flusso magnetico attraverso la superficie di un anello di filo può essere ottenuta in diversi modi:
1. il campo magnetico B cambia (ad es. un campo magnetico alternato, o spostando una spira verso un magnete a barra dove il campo è più forte),
2. la spira si deforma e la sua superficie cambia,
3. l'orientamento della superficie dA cambia (ad es. rotazione di un anello di filo in un campo magnetico fisso),
4. qualsiasi combinazione di quanto sopra

### Equazione di Maxwell-Faraday
In generale, la relazione tra la fem {\displaystyle {\mathcal {E}}} in una spira di filo che circonda una superficie Σ, e il campo elettrico E nel filo è dato da
{\displaystyle {\mathcal {E}}=\oint _{\partial \Sigma }\mathbf {E} \cdot d{\boldsymbol {\ell }}}
dove dℓ è un elemento di contorno della superficie Σ; combinandolo con la definizione di flusso
{\displaystyle \Phi _{\mathrm {B} }=\int \limits _{\Sigma }\mathbf {B} \cdot d\mathbf {A} \,}
è possibile scrivere la forma integrale dell'equazione di Maxwell-Faraday
{\displaystyle \oint _{\partial \Sigma }\mathbf {E} \cdot d{\boldsymbol {\ell }}=-{\frac {d}{dt}}{\int _{\Sigma }\mathbf {B} \cdot d\mathbf {A} }}
È una delle quattro equazioni di Maxwell, e quindi gioca un ruolo fondamentale nella teoria dell'elettromagnetismo classico.

### Legge di Faraday e relatività
La legge di Faraday descrive due diversi fenomeni: la fem generata da una forza magnetica su un filo in movimento (forza di Lorentz), e la fem del trasformatore, generata da una forza elettrica dovuta a un campo magnetico variabile (dovuto alla forma differenziale del equazione di Maxwell-Faraday). James Clerk Maxwell pose l'attenzione sui fenomeni fisici separati nel 1861. Si ritiene che questo sia un esempio unico in fisica di dove si invoca una legge così fondamentale per spiegare due fenomeni così diversi.
Albert Einstein notò che le due situazioni corrispondevano entrambe a un movimento relativo tra un conduttore e un magnete, e il risultato non era influenzato da quale si stesse muovendo. Questo è stato uno dei principali percorsi che lo hanno portato a sviluppare la relatività ristretta.

## Applicazioni
I principi dell'induzione elettromagnetica sono applicati in molti dispositivi e sistemi.

### Generatore elettrico

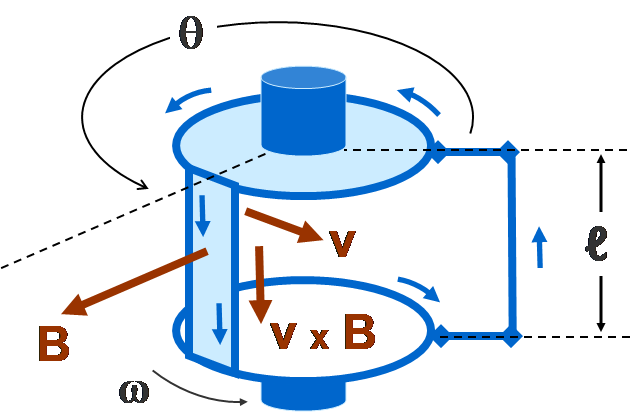
Spira di filo rettangolare rotante a velocità angolare in un campo magnetico B di ampiezza fissa puntato radialmente verso l'esterno. Il circuito è completato da spazzole che entrano in contatto strisciante con i dischi superiore e inferiore, che hanno bordi conduttori. Questa è una versione semplificata del generatore a tamburo.

La fem generata dalla legge di induzione di Faraday a causa del movimento relativo di un circuito e di un campo magnetico è il fenomeno alla base dei generatori elettrici. Quando un magnete permanente viene spostato rispetto a un conduttore, o viceversa, si crea una forza elettromotrice. Se il filo è collegato tramite un carico elettrico, la corrente scorrerà e quindi verrà generata energia elettrica, convertendo l'energia meccanica del movimento. Ad esempio, il generatore a tamburo si basa sulla figura. Una diversa implementazione di questa idea è il disco di Faraday, mostrato in forma semplificata a destra.
Nell'esempio del disco di Faraday, il disco viene ruotato in un campo magnetico uniforme perpendicolare al disco, facendo fluire una corrente nel braccio radiale a causa della forza di Lorentz. Per muovere questa corrente è necessario del lavoro meccanico. Quando la corrente generata scorre attraverso il bordo conduttore, viene generato un campo magnetico da questa corrente attraverso la legge circuitale di Ampère (etichettato "induced B" nella figura). Il cerchione diventa così un elettromagnete che resiste alla rotazione del disco (esempio della legge di Lenz). Sul lato opposto della figura, la corrente di ritorno fluisce dal braccio rotante attraverso il lato opposto del cerchione alla spazzola inferiore. Il campo B indotto da questa corrente di ritorno si oppone al campo B applicato, tendendo a diminuire il flusso attraverso quel lato del circuito, opponendosi all'aumento di flusso dovuto alla rotazione. Sul lato vicino della figura, la corrente di ritorno fluisce dal braccio rotante attraverso il lato vicino del cerchione alla spazzola inferiore. Il campo B indotto aumenta il flusso su questo lato del circuito, opponendosi alla diminuzione del flusso dovuta alla rotazione. L'energia necessaria per mantenere in movimento il disco, nonostante questa forza reattiva, è esattamente uguale all'energia elettrica generata (più l'energia sprecata a causa dell'attrito, del riscaldamento Joule e di altre inefficienze). Questo comportamento è comune a tutti i generatori che convertono energia meccanica in energia elettrica.

### Trasformatore elettrico
Quando la corrente elettrica in un anello di filo cambia, la corrente variabile crea un campo magnetico variabile. Un secondo filo alla portata di questo campo magnetico sperimenterà questo cambiamento nel campo magnetico come un cambiamento nel suo flusso magnetico accoppiato, d Φ B / dt . Pertanto, nel secondo anello viene creata una forza elettromotrice chiamata fem indotta o fem del trasformatore. Se le due estremità di questo circuito sono collegate tramite un carico elettrico, la corrente scorrerà.

#### Pinza amperometrica

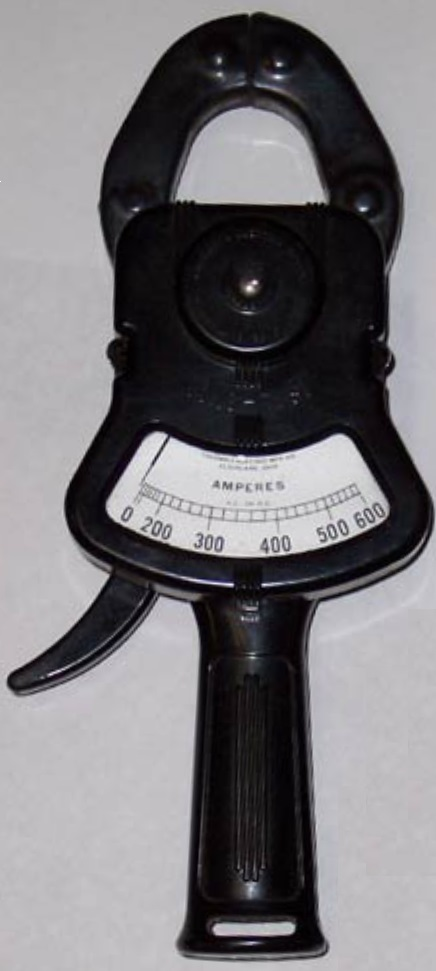
Una pinza amperometrica

Una pinza amperometrica è un tipo di trasformatore con un nucleo diviso che può essere allargato e agganciato su un filo o una bobina per misurare la corrente al suo interno o, al contrario, per indurre una tensione. A differenza degli strumenti convenzionali, la pinza non entra in contatto elettrico con il conduttore né richiede che venga scollegata durante il fissaggio della pinza.

### Misuratore di flusso magnetico
La legge di Faraday viene utilizzata per misurare il flusso di fanghi e liquidi elettricamente conduttivi. Tali strumenti sono chiamati misuratori di flusso magnetico. La tensione indotta generata nel campo magnetico B a causa di un liquido conduttore che si muove a velocità v è quindi data da:
{\displaystyle {\mathcal {E}}=-B\ell v,}
dove {\displaystyle \ell } è la distanza tra gli elettrodi nel flussometro magnetico.

## Correnti parassite
I conduttori elettrici che si muovono attraverso un campo magnetico costante, o conduttori fissi all'interno di un campo magnetico variabile, avranno per induzione correnti circolari indotte al loro interno, chiamate correnti parassite. Le correnti parassite scorrono in anelli chiusi in piani perpendicolari al campo magnetico. Trovano utili applicazioni nei freni magnetici e nei sistemi di riscaldamento a induzione. Tuttavia, le correnti parassite indotte nei nuclei magnetici metallici di trasformatori e motori e generatori AC sono indesiderate poiché dissipano energia (chiamate perdite del nucleo) sotto forma di calore nella resistenza del metallo.

### Esplicative
1. ↑  La fem è la tensione che si misurerebbe se si tagliasse il cavo per creare un circuito aperto e si attaccasse un voltmetro alle estremità. Matematicamente, è definita come l'energia disponibile da una carica unitaria che ha viaggiato una volta attorno alla spira.